# Sōkrátīs Fámellos
Sōkrátīs Fámellos (in greco Σωκράτης Φάμελλος?; Atene, 27 marzo 1966) è un politico greco, presidente di SYRIZA dal 24 novembre 2024.

## Biografia
Nato ad Atene e cresciuto a Salonicco, Sōkrátīs Fámellos si laurea in ingegneria chimica all'Università Aristotele di Salonicco per poi ottenere un Master of Science in pianificazione ambientale alla Hellenic Open University.

### Carriera politica
Viene eletto per la prima volta al Parlamento ellenico alle elezioni del gennaio 2015 nella circoscrizione di Salonicco per la lista di SYRIZA del candidato vincitore Alexīs Tsipras.
Nel 2023 diventa leader de iure dell'opposizione a seguito della pesante sconfitta del partito alle elezioni del giugno 2023 che ha portato Tsipras alle dimissioni sia da presidente di SYRIZA che da leader dell'opposizione. Nel 2024 viene eletto presidente del partito a seguito delle dimissioni immediate dell'uscente Stefanos Kasselakīs.

## Vita privata
È stato sposato con Popi Karagiannidou fino alla morte di lei avvenuta nel 2018 e da cui ha avuto un figlio. Si è risposato nel 2024 con Τatiana Papadopoulou.